# Heelys

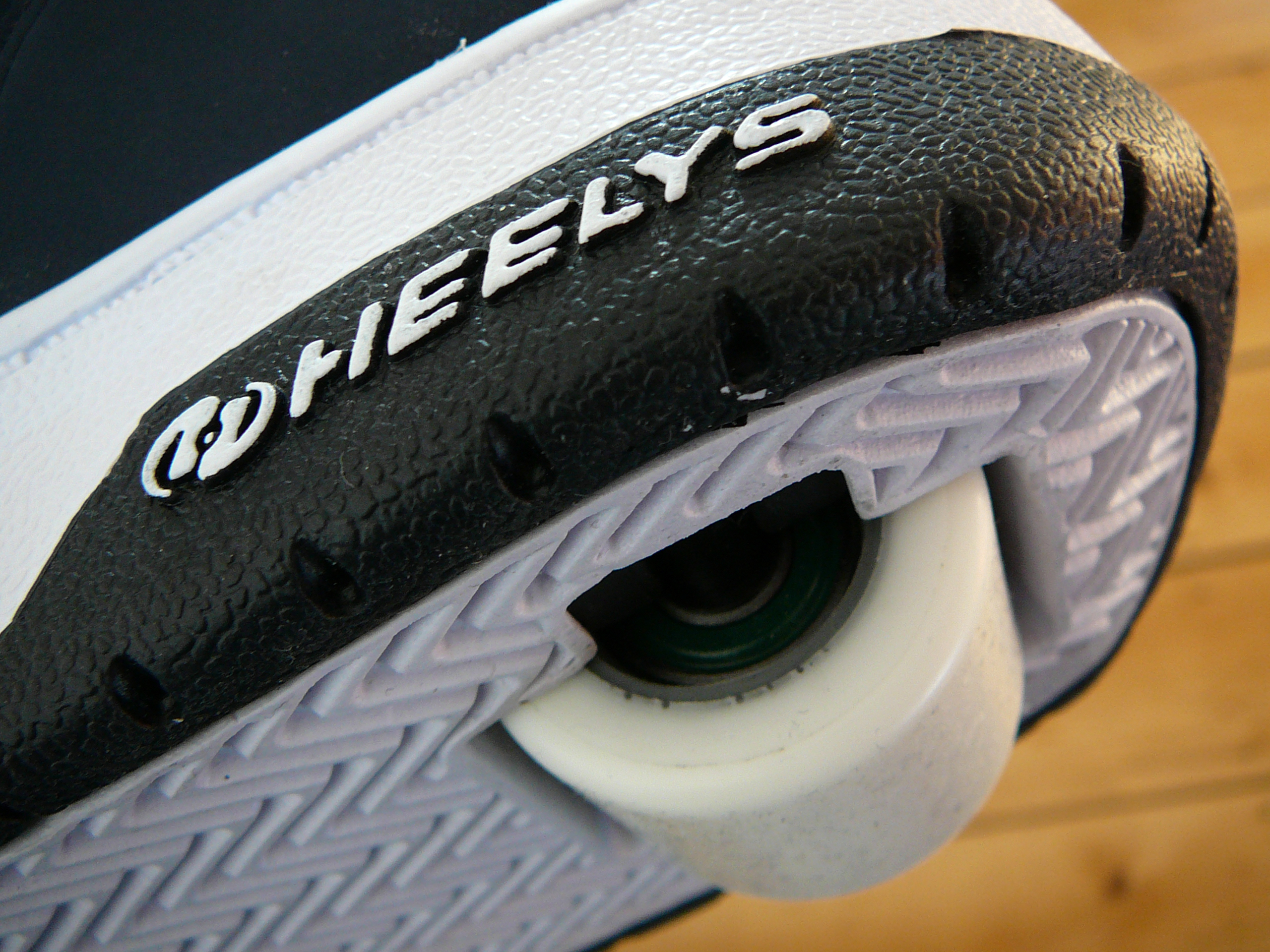
Heelys s kolečkem na patě.

Heelys (z angl. „heel“ – pata) představují jakýsi kompromis mezi klasickou obuví a kolečkovými bruslemi. Boty mají v patní části podrážky otvor, do nějž lze vložit kolečko (a jezdit jako na bruslích) nebo záslepku (a normálně chodit). Záslepka se vyjímá nástrojem podobným lžíci. Tento sport postupně získává na popularitě, v Březnu 2006 mělo boty Heelys už přes dva miliony zákazníků .
Existuje několik typů heelys; dělí se především na "grind boty" (umožňují sjíždět po zábradlí díky nylonové skluznici) a "boty bez grindu".